# Anzá (Antioquia)
Anzá est une municipalité située dans le département d'Antioquia, en Colombie. Elle est localisée dans l'ouest du département. Anzá est limité au nord par les municipalités de Caicedo et Santa Fe de Antioquia, à l'est par la municipalité de Ebéjico, au sud par les municipalités d'Armenia et Betulia et à l'ouest par les municipalités de Urrao et Caicedo. Anzá se trouve à 107 kilomètres de la ville de Medellín, la capitale du Département, et a une superficie de 253 kilomètres carrées.

## Économie
- Agriculture, principalement la caféiculture
- Élevages
- Exploitations minières
- Artisanat : fabrication d'objets en argile et en liane.

L'économie d'Anzá est principalement basée sur la culture du café et l'élevage, source principale des revenus des habitants de la municipalité, il existe également d'autres sources d'activités économique comme la culture du maïs, des haricots, du manioc, de la banane et une production grandissante de la culture de la mangue et des agrumes, ces activités se déroulent en majeure partie sur les zones hautes et moyennes de la municipalité alors que les élevages se trouvent sur les rives du fleuve Cauca et les parties basses de la municipalité d'Anzá.
Les autres activités économiques importantes de la municipalité sont le commerce, la pêche et l'exploitation minière (l'or et le gypse).

## Fêtes
- Fêtes Patronales de San Francisco, au mois d'octobre.
- La Semaine Sainte, sans dates fixes au mois de mars et principalement d'avril.
- Fête du cacique CURUMÉ et le bicentenaire juin - juillet 2013.

- Fêtes de la Vièrge du Carmen (Virgen del Carmen), le 16 juillet.
- Fêtes de l'Intégration et de la culture Güíntareña (Ces fêtes se célèbrent dans le Corregimiento de Guintar).

## Sites d'intérêt

### Patrimoine historique artistique
- L'église paroissiale, construite en 1773, est une œuvre de style colonial avec de belles façades.

### Patrimoine naturel et écologique
- La Cascade Torito. Elle se trouve à Paraje Torito, à 5 km d'Anzá.
- La Quebrada de La Puria. Elle se trouve à 2 km d'Anzá.